# Liaoning
Liaoning (kineski: 辽宁, 遼寧, Liáoníng) je pokrajina na sjeveroistoku NR Kine. Liaoning ima površinu od 145.900 kvadratnih kilometara, gdje živi više od 43,7 milijuna ljudi (podatak iz 2010.). Glavni grad je Shenyang (nekadašnji Mukden) u središtu pokrajine koja ima 43.746.323 stanovnika, po podacima iz 2010.
Ime pokrajine nastalo je prema rijeci Liao (辽, liáo), koja teče kroz pokrajinu, a níng (宁) znači „mir”. Ovo ime pokrajina nosi od 1929. godine, a prije se zvala Fengtian (奉天, Fèngtiān). Tijekom japanske vlasti, u sklopu marionetske države Mandžukuo, ponovno se koristio naziv Fengtian, do 1945. godine.

## Zemljopis
Liaoning se nalazi na južnom dijelu sjeveroistočne Kine koji se često naziva „Zlatnim trokutom”, zbog njegova strateškog položaja sa Žutim morem (Bohajsko more i Korejski zaljev) na jugu, rijekom Yalu koja čini granicu sa sjevernokorejskim pokrajinama Sjeverni Pyongan i Chagang na istoku. Liaoning također graniči s kineskim pokrajinama Jilin na sjeveroistoku, Hebei na jugozapadu i kineskom autonomnom pokrajinom Unutarnjom Mongolijom na sjeverozapadu. 
Gorje na zapadu proteže se duž granice s autonomnom regijom Unutarnjom Mongolijom, a središnjim dijelom dominira doline rijeka Liao i Daliao s njihovim pritokama. Istočnim dijelom pokrajine dominiraju gorja Changbai i Qian koja se protežu sve do Žutog mora gdje tvore poluotok Liaodong. U tom dijelu nalazi se i najviši vrh Huabozi (1.336 m).

## Povijest
U mlađem kamenom dobu je na prostoru Shenyanga postojala kultura Xinle. Tu su se izmjenjivale strane vlasti, najprije korejske države Gojoseon, Goguryeo i Balhae. Iz tog razdoblja potječe i planinski grad Wu Nu (五女山, Wǔ Nǚ Shan, što znači „Planine pet žena”) na krajnjem istoku pokrajine, gdje je osnovano kraljevstvo Goguryeo ili Koguryo, preteča Koreje. Oko 300. pr. Kr., u razdoblju kad je Kina bila podijeljena na više država koje su međusobno ratovale (razdoblje ratujućih država), osvojila ju je kineska država Yan. Tada je osnovan grad Hou, današnji Shenyang, koji je ovo ime dobio u doba dinastije Ming koja je osvojila Liaoning 1371. god. Oko 1442. god. započeta je izgradnja Liaodong zida (dijela Kineskog zida) zbog zaštite ovog područja od napadaja Džurdža, kasnije poznatih kao Mandžurci. Usprkos zidu Mandžurci osvajaju ovo područje početkom 17. stoljeća. God. 1625., Nurhaci, vođa Mandžuraca koji će kasnije osvojiti cijelu Kinu i utemeljiti dinastiju Qing, je svojom prijestolnicom proglasio Shengjing, današnji Shenyang, koji je ostao glavni grad dinastije Qing sve do selidbe u Peking 1644. god. U njemu je ostala carska palača Mukden s riznicom. God. 1657., tu je osnovana prefektura Fengtian.
Početkom 20. st. slabi snaga Kine, a jača interes Rusije i Japana za Mandžurijom bogatom ugljenom i sirovinama. God. 1905. je kod Shengjina vođena Bitka kod Mukdena, odlučujuća bitka Rusko-japanskog rata. Zbog japanske pobjede je Mandžurija došla pod japanski gospodarski utjecaj i izgrađena je Južna mandžurijska željeznica. Shengjin se od 1914. ponovo zove Shenyang, u kojemu se razvija industrija i grad postaje gospodarsko središte. 
God. 1931. Kinezi su kod Shenyanga minirali dio pruge, što je bio povod Japanu da napadne Mandžuriju i stvori Mandžukuo, posebnu državu pod japanskom okupacijom. Tijekom japanske okupacije Liaoning se zvao ponovno zvao Fengtian i bio značajno industrijsko središte. God. 1945. grad su zauzele sovjetske snage nakon čega je prešao u ruke kineskih nacionalista. Tijekom Kineskog građanskog rata bio je baza Kuomintanga, a komunisti su ga zauzeli 1948. god. Od tada je podijeljen na dvije pokrajine, Liaodong i Liaoxi, koje su se 1954. spojile u pokrajinu Liaoning. Od tada se nastavila razvijati kao značajno industrijsko središte koje je tijekom 1970-ih godina bilo treće po snazi, posilje Pekinga i Tianjina. Nakon 1990. god. Kina se gospodarski vrlo brzo razvija, ali slabi značenje Mandžurije koja od najrazvijenijeg postaje slabije razvijen dio Kine, te zbog toga slabi i gospodarsko značenje Lioninga.

## Klima
Po Köppenovoj klasifikaciji klime pokrajina Liaoning ima kontinentalno - monsunsku klimu, s vrućim kišnim ljetima kad padne najviše kiše i sušnim ostatkom godine. Na Liaoning padne prosječno od 440 do 1.130 mm oborina godišnje.

## Uprava
Liaoning je podijeljen u 17 prefektura od kojih 15 ima status gradskih prefektura, a dvije su podpokrajinski gradovi:
| Zemljovid                  | #        | Naziv                  | Upravno sjedište     | Kinesko pismo Pinyin | Populacija (popis 2010.) |
| -------------------------- | -------- | ---------------------- | -------------------- | -------------------- | ------------------------ |
|                            |          |                        |                      |                      |                          |
| — Podpokrajinski gradovi — |          |                        |                      |                      |                          |
| 1.                         | Shenyang | Shenhe (distrikt)      | 沈阳市 Shěnyáng Shì  | 8.106.171            |                          |
| 2.                         | Dalian   | Xigang (distrikt)      | 大连市 Dàlián Shì    | 6.690.432            |                          |
| — Gradske prefekture —     |          |                        |                      |                      |                          |
| 3.                         | Anshan   | Tiedong (distrikt)     | 鞍山市 Ānshān Shì    | 3.645.884            |                          |
| 4.                         | Benxi    | Pingshan (distrikt)    | 本溪市 Běnxī Shì     | 1.709.538            |                          |
| 5.                         | Chaoyang | Shuangta (distrikt)    | 朝阳市 Cháoyáng Shì  | 3.044.641            |                          |
| 6.                         | Dandong  | Zhenxing District      | 丹东市 Dāndōng Shì   | 2.444.697            |                          |
| 7.                         | Fushun   | Shuncheng (distrikt)   | 抚顺市 Fǔshùn Shì    | 2.138.090            |                          |
| 8.                         | Fuxin    | Haizhou (distrikt)     | 阜新市 Fùxīn Shì     | 1.819.339            |                          |
| 9.                         | Huludao  | Longgang (distrikt)    | 葫芦岛市 Húludǎo Shì | 2.623.541            |                          |
| 10.                        | Jinzhou  | Taihe (distrikt)       | 锦州市 Jǐnzhōu Shì   | 3.126.463            |                          |
| 11.                        | Liaoyang | Baita (distrikt)       | 辽阳市 Liáoyáng Shì  | 1.858.768            |                          |
| 12.                        | Panjin   | Xinglongtai (distrikt) | 盘锦市 Pánjǐn Shì    | 1.392.493            |                          |
| 13.                        | Tieling  | Yinzhou (distrikt)     | 铁岭市 Tiělǐng Shì   | 2.717.732            |                          |
| 14.                        | Yingkou  | Zhanqian (distrikt)    | 营口市 Yíngkǒu shì   | 2.428.534            |                          |

Prefekture Liaoninga su nadalje podijeljene na 100 okruga (županija) od čega je 56 distrikta, 19 okruga, 17 gradskih okruga i 8 autonomnih okruga. Oni su opet podijeljeni na 1.511 općina od kojih 613 ima status grada, 301 status naselja, 77 etničkih naseljq i 520 pod-distrikta.

## Gospodarstvo
Liaoning je jedna od industrijskih najrazvijenijih kineskih pokrajina još od kraja 19. stoljeća kad su Japanci počeli investirati u tadašnju Mandžuriju, kasniju marionetsku državu Mandžukuo. BDP je 2011. god. iznosio 348 milijardi dolara ,što je iznosilo 7.788 dolara po glavi stanovnika.

## Vanjske poveznice
- Službene stranice pokrajine Liaoning (kin.)
- Liaoning na portalu Encyclopædia Britannica (engl.)